# Усть-Чорнянські праліси
Усть-Чорня́нські праліси́ — заповідне урочище в Україні. Розташоване в межах Тячівського району Закарпатської області, на південний захід від смт Усть-Чорна. 
Площа 425,8 га. Статус присвоєно згідно з рішенням обласної ради від 21.12.2017 року № 1040. Перебуває у віданні ДП «Мокрянське ЛМГ» (Усть-Чорнянське лісництво, квартали 4, 5, 6). 
Статус присвоєно для збереження частини лісового масиву з цінними насадженнями бука, які мають ознаки пралісу та старовікового лісу. Є середовищем існування унікального біорізноманіття Закарпатської області. Територія заказника розташована на стрімких схилах східної частини хребта Красна.